# Essex County (Vermont)
Essex County ist ein County im Bundesstaat Vermont der Vereinigten Staaten. Der Sitz der Countyverwaltung (County Seat) befindet sich in Guildhall. Das U.S. Census Bureau hat bei der Volkszählung 2020 eine Einwohnerzahl von 5.920 ermittelt.

## Geographie
Das County grenzt im Osten an New Hampshire, im Norden an Kanada und hat eine Fläche von 1745 Quadratkilometern, wovon 22 Quadratkilometer Wasserfläche sind. Es grenzt im Uhrzeigersinn an folgende Countys: Coos County (New Hampshire), Grafton County (New Hampshire), Caledonia County, Orleans County und Coaticook (Kanada).

## Geschichte
Essex County wurde am 5. November 1792 aus Teilen des Orange County gebildet.

## Demografische Daten
Nach der Volkszählung im Jahr 2000 lebten im County 6.459 Menschen. Es gab 2.602 Haushalte und 1.805 Familien. Die Bevölkerungsdichte betrug 4 Einwohner pro Quadratkilometer. Ethnisch betrachtet setzte sich die Bevölkerung zusammen aus 96,56 % Weißen, 0,17 % Afroamerikanern, 0,63 % amerikanischen Ureinwohnern, 0,26 % Asiaten, 0,00 % Bewohnern aus dem pazifischen Inselraum und 0,23 % Prozent aus anderen ethnischen Gruppen; 2,14 % stammten von zwei oder mehr ethnischen Gruppen ab. 0,50 % der Bevölkerung waren spanischer oder lateinamerikanischer Abstammung.
Von den 2.602 Haushalten hatten 31,80 % Kinder und Jugendliche unter 18 Jahre, die bei ihnen lebten. 56,10 % waren verheiratete, zusammenlebende Paare, 8,30 % waren allein erziehende Mütter. 30,60 % waren keine Familien. 24,10 % waren Singlehaushalte und in 11,50 % lebten Menschen im Alter von 65 Jahren oder darüber. Die Durchschnittshaushaltsgröße betrug 2,47 und die durchschnittliche Familiengröße lag bei 2,92 Personen.

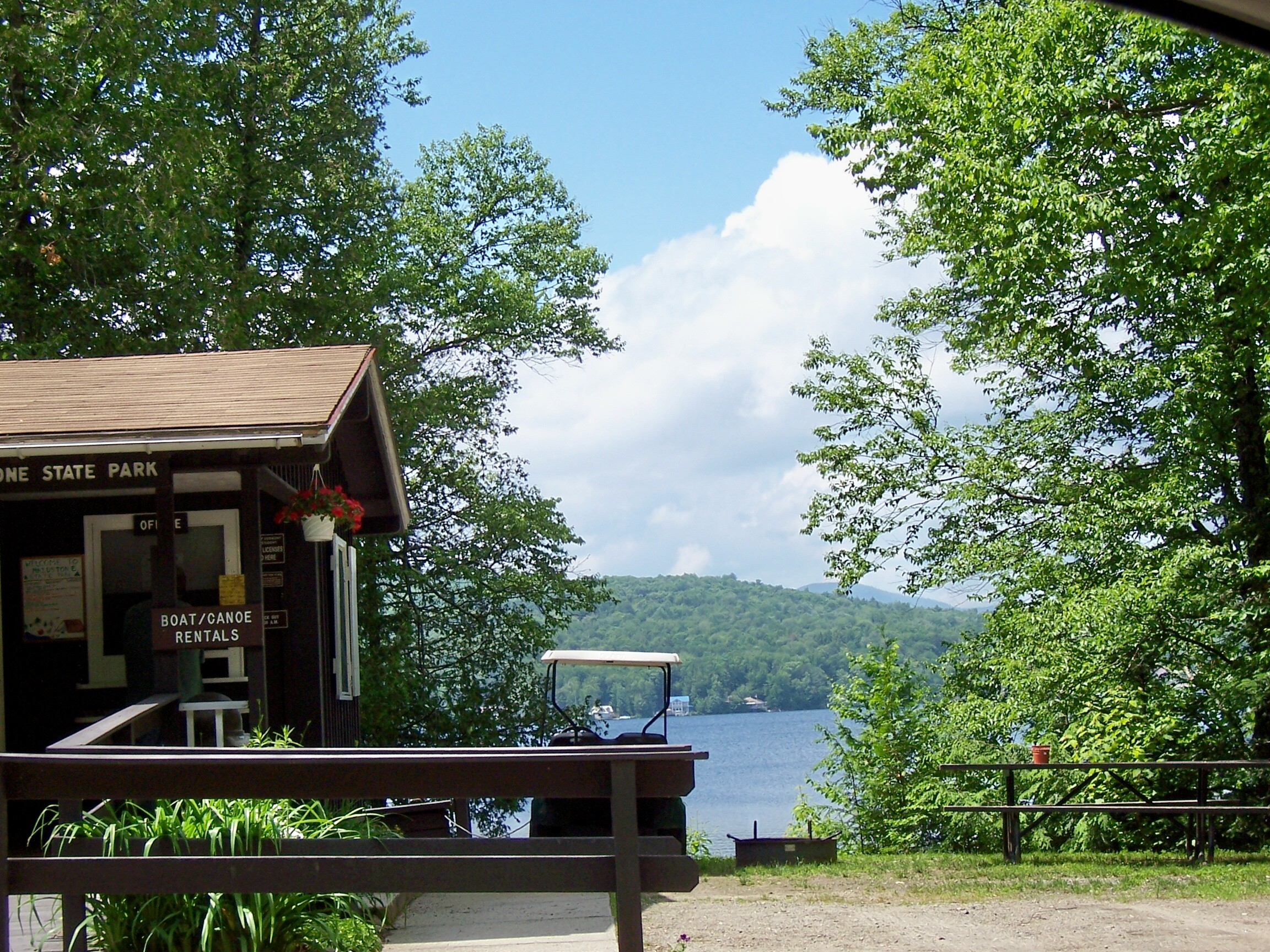
Der Maidstone State Park

Auf das gesamte County bezogen setzte sich die Bevölkerung zusammen aus 25,60 % Einwohnern unter 18 Jahren, 6,50 % zwischen 18 und 24 Jahren, 27,20 % zwischen 25 und 44 Jahren, 25,50 % zwischen 45 und 64 Jahren und 15,20 % waren 65 Jahre alt oder darüber. Das Durchschnittsalter betrug 39 Jahre. Auf 100 weibliche Personen kamen 100,10 männliche Personen, auf 100 Frauen im Alter ab 18 Jahren kamen statistisch 99,00 Männer.

Das jährliche Durchschnittseinkommen eines Haushalts betrug 30.490 USD, das Durchschnittseinkommen der Familien betrug 34.984 USD. Männer hatten ein Durchschnittseinkommen von 27.929 USD, Frauen 20.583 USD. Das Prokopfeinkommen betrug 14.388 USD. 13,70 % der Bevölkerung und 9,90 % der Familien lebten unterhalb der Armutsgrenze. 17,30 % davon waren unter 18 Jahre und 12,90 % waren 65 Jahre oder älter.

## Städte und Gemeinden
Neben den unten angeführten selbständigen towns existieren noch für statistische Zwecke vier Census-designated places: Beecher Falls, Canaan, Concord und Island Pond sowie die Unincorporated Villages: Gilman und North Concord.
| Ortschaft      | Status | Einwohner (2020) | Gesamte Fläche [km²] | Landfläche [km²] | Bevölkerungsdichte [Einwohner / km²] | Gründung      | Besonderheit           |
| -------------- | ------ | ---------------- | -------------------- | ---------------- | ------------------------------------ | ------------- | ---------------------- |
| Averill        | town   | 21               | 98,6                 | 93,5             | 0,2                                  | 29. Juni 1762 | ohne eigene Verwaltung |
| Averys Gore    | gore   | 0                | 45,6                 | 45,5             | 0,0                                  | 27. Jan. 1761 | ohne eigene Verwaltung |
| Bloomfield     | town   | 217              | 104,7                | 104,7            | 2,1                                  | 29. Juni 1762 |                        |
| Brighton       | town   | 1.157            | 138,3                | 135,2            | 8,6                                  | 13. Aug. 1781 |                        |
| Brunswick      | town   | 88               | 67,3                 | 66,5             | 1,3                                  | 13. Okt. 1761 |                        |
| Canaan         | town   | 896              | 86,4                 | 86,0             | 10,5                                 | 25. Feb. 1782 |                        |
| Concord        | town   | 1.141            | 138,5                | 133,2            | 8,6                                  | 15. Sep. 1780 |                        |
| East Haven     | town   | 270              | 96,9                 | 96,9             | 2,8                                  | 22. Okt. 1790 |                        |
| Ferdinand      | town   | 16               | 137,3                | 137,0            | 0,1                                  | 12. Okt. 1761 | ohne eigene Verwaltung |
| Granby         | town   | 81               | 101,2                | 101,1            | 0,8                                  | 10. Okt. 1761 |                        |
| Guildhall      | town   | 262              | 84,7                 | 84,7             | 3,1                                  | 10. Okt. 1761 | County Seat            |
| Lemington      | town   | 87               | 91,3                 | 91,3             | 0,9                                  | 29. Juni 1762 |                        |
| Lewis          | town   | 2                | 102,7                | 102,6            | 0,1                                  | 29. Juni 1762 | ohne eigene Verwaltung |
| Lunenburg      | town   | 1.246            | 117,5                | 116,7            | 10,7                                 | 5. Juli 1763  |                        |
| Maidstone      | town   | 211              | 82,3                 | 78,9             | 2,7                                  | 12. Okt. 1761 |                        |
| Norton         | town   | 153              | 102,0                | 101,1            | 1,5                                  | 26. Okt. 1779 |                        |
| Victory        | town   | 70               | 111,4                | 111,3            | 0,63                                 | 6. Sep. 1781  |                        |
| Warner’s Grant | gore   | 0                | 8,2                  | 8,2              | 0,0                                  | 29. Nov. 1791 | ohne eigene Verwaltung |
| Warren Gore    | gore   | 2                | 30,0                 | 28,3             | 0,05                                 | 20. Okt. 1789 | ohne eigene Verwaltung |